# Horní Jafa
Horní Jafa (arabsky يافع العليا‎, anglicky Upper Yafa nebo Upper Yafa'i), oficiálně Stát Horní Jafy (arabsky دولة يافع العليا‎, anglicky State of Upper Yafa) byl jeden ze států na severu Západního Adenského protektorátu na jihu Arabského poloostrova, který existoval od roku 1800 do roku 1967. Vládla v něm dynastie Harhara a jeho hlavním městem byla Mahjaba, která se nachází na kopci u silnice 621, přibližně 50 km severovýchodně od Habilajnu.

## Historie
Kmen Jafa tradičně obýval pohoří severně od Adenu. V 19. století vznikly dva sultanáty Horní a Dolní Jafa. Horní Jafa vznikla spojením pěti šejchátů (Al-Busi, Al-Dhubi, Hadrami, Maflahi a Mawsata) prostřednictvím dynastie Harhara. V roce 1903 sultán podepsal dohodu s Brity a sultanát se stal částí Adenského protektorátu. V letech 1955 až 1957 proběhlo povstání proti Britům, které bylo potlačeno.
V roce 1962 se pouze šejchát Maflahi připojil k Jihoarabské federaci a zbývající část sultanátu zůstala pod britskou ochranou jako součást Jihoarabského protektorátu. Po odstoupení sultána 13. září 1967, komunisté sultanát ovládli a ten se 30. listopadu téhož roku stal součástí Jižního Jemenu.
V roce 1990 se Jižní a Severní Jemen sjednotili do Jemenské republiky. Pevninské území někdejšího sultanátu tvoří guvernorát Mahra, zatímco ostrov Sokotra patřil nejprve ke guvernorátu Aden, v roce 2004 přešel pod guvernorát Hadramaut a od roku 2013 tvoří vlastní guvernorát Sokotra.

### Vládci
Vládnoucí šejky a sultány v Horní Jafě zachycuje tabulka:
| začátek vlády | konec vlády | tituly | jméno                                             |
| ------------- | ----------- | ------ | ------------------------------------------------- |
| 1730          | 1735        | Šejk   | Ali ibn Ahmad ibn Harhara                         |
| 1735          | 1750        | Šejk   | Ahmad ibn Ali Al Harhara                          |
| 1750          | 1780        | Šejk   | Salih ibn Ahmad Al Harhara                        |
| 1780          | 1800        | Šejk   | Umar ibn Salih Al Harhara                         |
| 1800          | 1810        | Sultán | Qahtan ibn Umar ibn Salih Al Harhara              |
| 1810          | 1815        | Sultán | Umar ibn Qahtan ibn Umar Al Harhara               |
| 1815          | 1840        | Sultán | Qahtan ibn Umar ibn Qahtan Al Harhara             |
| 1840          | 1866        | Sultán | Abdullah ibn Nasir ibn Salih Al Harhara           |
| 1866          | 1875        | Sultán | al-Husajn ibn Abi Bakr ibn Qahtan Al Harhara      |
| 1875          | 1895        | Sultán | Muhammad ibn Ali ibn Salih ibn Ahmad Al Harhara   |
| 1895          | 1903        | Sultán | Qahtan ibn Umar ibn al-Husayn Al Harhara          |
| 1903          | 1913        | Sultán | Salih ibn Umar ibn al-Husayn Al Harhara (poprvé)  |
| 1913          | 1919        | Sultán | Umar ibn Qahtan ibn Umar Al Harhara               |
| 1919          | 1928        | Sultán | Salih ibn Umar ibn al-Husayn Al Harhara (podruhé) |
| 1928          | 1948        | Sultán | Umar ibn Salih ibn Umar Al Harhara                |
| 1948          | 1967        | Sultán | Muhammad ibn Salih ibn Umar Al Harhara            |

## Poštovní známky
V roce 1967 vydával sultanát poštovní známky označené "State of Upper Jafa" s nadtitulem "South Arabia". Celkem vyšlo pod agenturním vlivem 93 známek. Přes zjevnou neexistující poštovní funkci těchto emisí, odborníci tyto známky do filatelistických katalogů zařadili.